# Philépitte de Salomonsen
Neodrepanis hypoxantha
Espèce
Synonymes
- Neodrepanis hypoxanthus
Salomonsen, 1933 [erreur d'orth.]

Statut de conservation UICN

 VU B1ab(i,ii,iii,v) : Vulnérable
La Philépitte de Salomonsen (Neodrepanis hypoxantha) est une espèce de passereaux de la famille des Philepittidae. L'habitat de l'oiseau ne facilite pas l'étude de ce dernier, et cet endémique malgache se confond aisément avec l'espèce Neodrepanis coruscans, ce qui a rendu les observations difficiles.